# Catàleg de Wildenstein
Un catàleg de Wildenstein és un catàleg raonat editat per l'Institut Wildenstein, o anteriorment per la família Wildenstein, una saga de marxants i crítics d'art francesos. Els seus catàlegs raonats són les obres de referència per a les obres d'art de determinats pintors francesos.

## Història
L'alsacià Nathal Wildenstein (1851-1934) es va instal·lar a París com a marxant d'art. El seu fill Georges Wildenstein (1892-1963) com a crític d'art interessat en la recerca va fer uns primers catàlegs raonats de pintors i escultors del segle xviii, però es va interessar sobretot pels pintors impressionistes, postimpressionistes i finalment Picasso.
Daniel Wildenstein (1917-2001) va acabar pòstumament el catàleg raonat sobre Paul Gauguin fet sota la direcció del seu pare, i anys després en va fer una revisió i ampliació parcial. Igualment, va impulsar la reedició i posada al dia dels catàlegs raonats i va encoratjar-ne la publicació, però la seva obra més destacada és el catàleg en cinc volums de les pintures i dibuixos de Claude Monet. Va crear la Fundació Wildenstein (1970), després Institut Wildenstein (1990), com a entitat sense ànim de lucre dedicada a la recerca artística i la promoció de l'art francès. Una de les seves activitats és la publicació de catàlegs raonats.
Alec Wildenstein (1940-2008), fill de Daniel, és l'autor del catàleg raonat d'Odilon Redon. Actualment presideix l'institut el seu germà Guy Wildenstein (1945-), autor del catàleg raonat d'Albert Marquet.

## Llista de catàlegs de Wildenstein
Llista de catàlegs raonats editats per la casa Wildenstein, per ordre alfabètic d'artistes; una vintena més estan en preparació:
- Joseph Aved (1702-1766)
- : Wildenstein, Georges. Le Peintre Aved. Sa vie et son œuvre, 1702-1766.  París: Édition d'études et de documents, 1922.

- Jean Béraud (1849-1935)
- : Offenstadt, Patrick. Jean Béraud, 1849-1935. La Belle Époque, une époque rêvée. Catalogue raisonné.  Cologne/Paris: Taschen / Wildenstein Institute, 1999.

- François Boucher (1703-1770)
- : Ananoff, Alexandre. François Boucher.  Lausanne/Paris: La Bibliothèque des Arts, 1976.

- Gustave Caillebotte (1848-1894)
- : Berhaut, Marie. Gustave Caillebotte: Catalogue raisonné des peintures et pastels.  París: Wildenstein Institute / La Bibliothèque des Arts, 1994.

- Marie-Gabrielle Capet (1761-1818)
- : Doria, Arnauld, comte. Gabrielle Capet: Biographie et catalogue critiques.  París: Les Beaux-Arts, 1934.

- Jean Siméon Chardin (1699-1779)
- : Wildenstein, Georges. Chardin.  Zurich: Manesse, 1963.

- Gustave Courbet (1819-1877)
- : Fernier, Robert. La Vie et l'œuvre de Gustave Courbe: Catalogue raisonné.  París/Lausana: Fondation Wildenstein / La Bibliothèque des Arts, 1977-1978.

- Jacques-Louis David (1748-1825)
- : Wildenstein, Daniel; Wildenstein, Guy. Documents complémentaires au catalogue de l'œuvre de Louis David.  París: Fondation Wildenstein, 1973.

- Jean-Honoré Fragonard (1732-1806)
- : Wildenstein, Georges. Fragonard.  Londres: Phaidon, 1960.

- Paul Gauguin (1848-1903)
- : Wildenstein, Georges. Gauguin. I. Catalogue.  París: Les Beaux-Arts, 1964.
- : Wildenstein, Daniel. Gauguin. Premier itinéraire d'un sauvage. Catalogue de l'œuvre peint (1873-1888).  Milà/París: Skira / Wildenstein Institute, 2001.

- Théodore Géricault (1791-1824)
- : Bazin, Germain. Théodore Géricault. Étude critique, documents et catalogue raisonné.  París/Lausana: La Bibliothèque des Arts / Fondation Wildenstein, 1987-1997.

- François Girardon (1628-1515)
- : Francastel, Pierre. Girardon: Biographie et catalogue critiques.  París: Les Beaux-Arts, 1928.

- Jean Auguste Dominique Ingres (1780-1867)
- : Wildenstein, Georges. Ingres.  Londres: Phaidon, 1953.

- Quentin de La Tour (1704-1788)
- : Wildenstein, Georges. «Catalogue critique». A: Albert Besnard. La Tour. La vie et l'œuvre de l'artiste.  París: Les Beaux-Arts, 1928.

- Nicolas Lancret (1690-1743)
- : Wildenstein, Georges. Lancret: Biographie et catalogue critiques.  París: Les Beaux-Arts, 1924.

- Nicolas de Largillierre (1656-1746)
- : Pascal, Georges. Largillierre.  París: Les Beaux-Arts, 1928.

- Nicolas Lavreince (1737-1807)
- : Lespinasse, Pierre. Lavreince.  París: Les Beaux-Arts, 1928.

- Jean-Louis Lemoyne (1665-1755), Jean-Baptiste Lemoyne I (1679-1731) i Jean-Baptiste Lemoyne II (1704-1778)
- : Réau, Louis. Une dynastie de sculpteurs au XVIIIe siècle: Les Lemoyne, biographie et catalogue critiques.  París: Les Beaux-Arts, 1927.

- Édouard Manet (1832-1883)
- : Rouart, Denis; Wildenstein, Daniel. Manet: Catalogue raisonné.  Lausana/París: La Bibliothèque des Arts, 1975.

- Albert Marquet (1875-1947)
- : Martinet, Jean-Claude; Wildenstein, Guy. Marquet. L'Afrique du Nord. Catalogue de l'œuvre peint.  Milà/París: Skira/Seuil, Wildenstein Institute, 2001.

- Claude Monet (1840-1926)
- : Wildenstein, Daniel. Monet ou le triomphe de l'impressionnisme: Catalogue raisonné - Werkverzeichnis.  Colònia/París: Taschen / Wildenstein Institute, 1996.

- Louis-Gabriel Moreau, Moreau l'Aîné (1740-1806)
- : Wildenstein, Georges. Un peintre de paysage au XVIIIe siècle: Louis Moreau.  París: Les Beaux-Arts, 1923.

- Berthe Morisot (1841-1895)
- : Bataille, Marie-Louise; Wildenstein, Georges. Berthe Morisot: Catalogue des peintures, pastels et aquarelles.  París: Les Beaux-Arts, 1961.

- Jean-Baptiste Pater (1695-1736)
- : Ingersoll-Smouse, Florence. Pater: Biographie et catalogue critiques.  París: Les Beaux-Arts, 1928.

- Germain Pilon (1537-1590)
- : Babelon, Jean. Germain Pilon: Biographie et catalogue critiques.  París: Les Beaux-Arts, 1927.

- Camille Pissarro (1830-1903)
- : Wildenstein Institute; Pissarro, Joachim; Durand-Ruel Snollaerts, Claire. Pissarro: Catalogue critique des peintures.  Milà/París: Skira / Wildenstein Institute, 2005.

- Odilon Redon (1840-1916)
- : Wildenstein, Alec. Odilon Redon: Catalogue raisonné de l'œuvre peint et dessiné.  París/Lausana: Wildenstein Institute / La Bibliothèque des Arts, 1992-1998.

- Auguste Rodin (1840-1917)
- : Goldscheider, Cécile. Auguste Rodin. Catalogue raisonné de l'œuvre sculpté. Tome I : 1840-1886.  Lausana/París: La Bibliothèque des Arts / Wildenstein Institute, 1989.

- Georges Seurat (1850-1891)
- : Dorra, Henri; Rewald, John. Seurat. L'œuvre peint. Biographie et catalogue critique.  París: Les Beaux-Arts, 1959.

- Louis Tocqué (1696-1792)
- : Doria, Arnauld, comte. Louis Tocqué: Biographie et catalogue critiques.  París: Les Beaux-Arts, 1929.

- Diego Velázquez (1599-1660)
- : Lopez-Rey, José. Velázquez. Le peintre des peintres. Catalogue raisonné - Werkverzeichnis.  Colònia/París: Taschen / Wildenstein Institute, 1999.

- Antoine Vestier (1740-1824)
- : Passez, Anne-Marie. Antoine Vestier 1740-1824.  París: La Bibliothèque des Arts / Fondation Wildenstein, 1989.

- Maurice de Vlaminck (1876-1958)
- : Wildenstein Institute; Vallés-Bled, Maïthé. VLAMINCK, Catalogue critique des peintures et céramiques de la période fauve.  París: Wildenstein Institute Publications, 2008.

- Édouard Vuillard (1868-1940)
- : Salomon, Antoine; Cogeval, Guy. Vuillard. Le Regard innombrable. Catalogue critique des peintures et pastels.  Milà/París: Skira/Seuil, Wildenstein Institute, 2003.